# Богатырёв, Марк Константинович
Марк Константи́нович Богатырёв  (род. 22 декабря 1984, Москва) — российский актёр театра и кино, телеведущий. Наибольшую известность получил благодаря роли Максима Лаврова в телесериале «Кухня».

## Биография
Родился 22 декабря 1984 года в Москве. Появился на свет семимесячным, когда его мать приехала в столицу из Обнинска сдавать экзамены. Воспитывался матерью и бабушкой.

Рос без отца. Никогда его не видел, даже на фотографии — мать их не сохранила. Она рассказывала, что папа — армянин, служил в армии в Обнинске. Судя по всему, он был настоящим ловеласом. Мама влюбилась, закрутился роман — на свет появился я. Отец был против моего рождения — и родители расстались.— Из интервью журналу «Караван историй»
В детстве занимался в театральной студии «Д.Е.М.И.». В 2006 году переехал в Москву и поступил в Школу-студию МХАТ (курс Игоря Золотовицкого). Параллельно работал охранником, водителем и администратором в салоне игровых автоматов.
В 2010 году окончил Школу-студию МХАТ. С 2010 по 2013 год являлся актёром стажёрской группы МХТ имени А. П. Чехова.

## Личная жизнь
В 2015 году был помолвлен с девушкой по имени Надежда, однако в 2016 году пара рассталась.
С 2018 года встречается с актрисой Татьяной Арнтгольц, с которой познакомился на съёмках телесериала «Наживка для ангела».
В 2020 году пара поженилась. Сын Данила (род. 18 февраля 2021).

## Творческая деятельность

### Театральные работы

#### МХТ имени А. П. Чехова
- «Белоснежка и семь гномов» (по сказке Л. Е. Устинова и О. П. Табакова, режиссёр Михаил Миронов) — гном Пятница
- «Мастер и Маргарита» (по роману М. А. Булгакова, режиссёр Янош Сас) — второй разбойник / зритель Театра варьете / гость на балу
- «Прокляты и убиты» (по роману В. П. Астафьева, режиссёр Виктор Рыжаков) — Зеленцов
- «С любимыми не расставайтесь» (по пьесе А. М. Володина, режиссёр Виктор Рыжаков) — Козлов
- «Ундина» (по пьесе Жана Жироду, режиссёр Николай Скорик) — рыцарь Ганс
- «Ханума» (по пьесе Авксентия Цагарели) — Тимоте

#### Театр и клуб «Мастерская»
- «Пять подвигов» (по творчеству А. И. Введенского, Д. И. Хармса, мифам Древней Греции; режиссёр Михаил Милькис) — Подвиг Пёс Кербер

### Фильмография
| Год       |   | Название                          | Роль                                                          |
| --------- | - | --------------------------------- | ------------------------------------------------------------- |
| 2006      | ф | Ненасытные                        | Арчи                                                          |
| 2007      | с | Иное                              | Макс                                                          |
| 2008      | ф | Тариф «Новогодний»                | Макс, друг Алёны                                              |
| 2010      | с | Глухарь. Возвращение (45-я серия) | Дмитрий Сидоров, бывший старшина присяжных                    |
| 2012      | с | Папаши                            | Ашот                                                          |
| 2012      | с | Далеко от войны                   | Аликантов                                                     |
| 2012      | с | В зоне риска (7-я серия)          | Роман Майоров, боксёр                                         |
| 2012—2015 | с | Кухня                             | Максим Леонидович Лавров (Огузок)                             |
| 2014      | ф | Чемпионы                          | Николай Круглов-младший, биатлонист                           |
| 2014      | с | Учителя                           | Арсений Платонов (главная роль)                               |
| 2014      | ф | Кухня в Париже                    | повар Максим Леонидович Лавров (Огузок)                       |
| 2015      | с | Паук                              | Давид Чиковани, цирковой акробат (прототип — Николай Калачян) |
| 2015      | с | Великая                           | князь Василий Алексеевич Залесский                            |
| 2016      | с | Серебряный бор                    | Алексей Архипов                                               |
| 2017      | с | Наживка для ангела                | Иван                                                          |
| 2017      | с | Страсть                           | Денис Мартынов                                                |
| 2017      | ф | Девушка с косой                   | Дима                                                          |
| 2018      | с | Берёзка                           | Юрий Андреевич Миронов, чиновник Минкульта                    |
| 2018      | ф | Ёлки последние                    | Эльдар Комаровский, актёр                                     |
| 2019      | с | Любовь не по правилам             | Кирилл                                                        |
| 2020—2022 | с | Корни                             | Дима Королёв                                                  |
| 2020      | ф | Булки                             | Кирилл                                                        |
| 2021      | ф | МиниМакс                          | Павел, учёный, друг Максима                                   |
| 2022      | ф | Папы                              | доктор Захаров                                                |
| 2022      | ф | День слепого Валентина            | Антон                                                         |
| 2022      | с | Чикатило. Финальный сезон         | Олег Востриков, старший лейтенант милиции (2 сезон, 6 серия)  |
| 2023      | ф | На солнце, вдоль рядов кукурузы   | Михаил                                                        |
| 2023      | ф | Тёща                              | инвестор                                                      |
| 2023      | с | Мастодонт                         | Никита Морин                                                  |
| 2023      | с | Лимб                              | Лимб                                                          |
| 2024      | ф | Бар «МоскваЧики»                  | Александр                                                     |
| 2024      | ф | Домовёнок Кузя                    | папа Наташи                                                   |
| 2024      | ф | Новый год в Берёзовке             | Морозов                                                       |
| 2024      | ф | Между нами                        | Юра                                                           |
| 202?      | с | Быть собой                        | (в производстве)                                              |

### Клипы
- 2018 — IOWA — Молчишь на меня[15]
- 2019 — Ольга Бузова — Эгоистка[16]
- 2023 — Ани Лорак — Рядом, но не вместе[17]